# WestCOT
WestCOT est un projet annulé de parc à thèmes prévu pour le Disneyland Resort à Anaheim, en Californie. Il devait être une version d'Epcot sur la côte ouest des États-Unis et donc être consacré à la science et au savoir international. Il devait se situer face au parc Disneyland où se trouve actuellement le parc Disney California Adventure.
Annoncé en décembre 1991 et annulé vers 1995, l'échec du projet est dû à des actions menées par la population résidant au voisinage du complexe Disneyland Resort, de manière assez similaire à celle du parc Disney's America en Virginie. Le projet de parc éducatif est transposé en 1996 à Long Beach pour devenir le parc DisneySea, lui aussi par la suite annulé.
WestCOT est à un moment prévu à Disneyland Paris comme troisième parc et son ouverture planifiée pour l'an 2000. Le terrain alloué à ce parc se situait face au Disney's Sequoia Lodge et au Disney's Newport Bay Club et un monorail devait permettre aux visiteurs venant en train ou en RER, du parc Disneyland ou des Disney's MGM Studios Europe (parc Walt Disney Studios) de s'y rendre. Les déboires financiers de la société européenne poussent la Walt Disney Company à également annuler ce projet. Cependant, ces deux projets amènent des avancées pour les autres parcs tels que Disney California Adventure et Tokyo DisneySea, ainsi que pour d'autres idées.

## Concept
Les Imagineers veulent, avec WestCOT, corriger toutes les erreurs que leurs prédécesseurs avaient faites avec Epcot, ce qui vaut au projet, à une époque, de la part des critiques le surnom de « futur envisagé par les républicains ».
Le PDG de Disney d'alors, Michael Eisner, veut construire à côté de Disneyland quelque chose pour concurrencer Walt Disney World Resort depuis qu'il reçoit des rapports indiquant que les familles passent une semaine ou plus à Disney World et seulement une journée à Disneyland. Il aurait dit aux Imagineers « Étonnez-moi » (« Amaze me »). Ainsi serait née l'idée avortée de WestCOT.
Des hôtels auraient dû être construits dans l'enceinte du parc WestCOT, ce qui aurait été une première dans un parc Disney. Disneyland Paris ayant un hôtel à l'entrée mais pas dedans, c'est toutefois le parc Tokyo DisneySea avec le Disney's Hotel Miracosta qui eut ce privilège. Ce parc doit à WestCOT et DisneySea la plupart de ses idées. 
L'un d'eux devait être une réplique du Disneyland Hotel Paris.

## Parc

### Description générale
Le parc devait être accessible par un système de navette reliant le centre du parc au parking surnommé Center Court.
Une réplique de Spaceship Earth devait être construite à l'entrée du parc mais devait être nommée SpaceStation Earth. Mais lorsque les habitants du voisinage apprirent qu'ils pourraient voir l'énorme structure en balle de golf depuis leur jardin, ils protestèrent vivement. La géosphère devait s'élever à 91,5 m au lieu de 55 en Floride.
Une esquisse de R. Tom Gilleon datée de 1993 proposait aussi une immense flèche nichée dans un cristal géant. L'idée et l'emplacement de la flèche sont repris pour Disney California Adventure mais la flèche est devenue une représentation du soleil.

### Attractions
Le parc devait comme Epcot être découpé en deux parties, l'une sur le futur et l'autre sur le monde.
Dans la première partie du parc, un clone d'Adventure Thru Inner Space devait être construit. Au lieu d'avoir pour thème l'infiniment petit et de « réduire le visiteur à la taille de l'atome », l'attraction Cosmic Journeys devait agrandir le visiteur jusqu'à l'infiniment grand et permettre de contempler l'univers entier avec ses galaxies.
D'autres clones d'attractions, venant d'Epcot et plus particulièrement Future World, étaient aussi prévues dont : 
- Horizons
- Journey Into Imagination
- Living with the Land du pavillon The Land

Dans l'autre partie, l'une des attractions majeures devait s'appeler World Cruise et devait être une croisière autour d'une version-réplique du World Showcase d'Epcot. Cette partie devait se découper par région au lieu des traditionnels pavillons des pays. L'attraction From Time to Time une réplique du Visionarium devait être construite dans la section sur l'Europe.